# ارگ حکومتی صفوی
ارگ حکومتی صفوی مربوط به سدهٔ پنجم تا سیزدهم است و در اصفهان، غرب میدان امام، بدنه غربی میدان تا چهارباغ واقع شده و این اثر در تاریخ ۲۵ اسفند ۱۳۷۸ با شمارهٔ ثبت ۲۶۴۳ به‌عنوان یکی از آثار ملی ایران به ثبت رسیده‌است.